# Polyartemiella hazeni
Polyartemiella hazeni är en kräftdjursart som först beskrevs av Murdoch 1884.  Polyartemiella hazeni ingår i släktet Polyartemiella och familjen Chirocephalidae. Inga underarter finns listade i Catalogue of Life.